# در کشور
در کشور (به انگلیسی: In Country) فیلمی است محصول سال ۱۹۸۹ و به کارگردانی نورمن جویسون است. در این فیلم بازیگرانی همچون بروس ویلیس، امیلی لوید، جوآن آلن، کوین اندرسون، جان تری، پگی ری، جودیت آیوی، استیون توبولوسکی، جیم بیور، هایدی سوئدبرگ، کن جنکینز و پاتریشا ریچاردسون ایفای نقش کرده‌اند.